# Michael Gier
Michael Gier (* 19. Juli 1967 in Goldach SG) ist ein ehemaliger Schweizer Ruderer, der zusammen mit seinem Bruder Markus in den 1990er Jahren Olympiasieger und Weltmeister wurde.

## Werdegang
1992 erkämpfte Michael Gier mit seinem Bruder Bronze im Doppelzweier. 1993 erhielten die beiden Silber hinter den Australiern Gary Lynagh und Bruce Hick. Nach Bronze 1994 gelang den Gier-Brüdern 1995 in Tampere der Gewinn des Weltmeistertitels. Den grössten Erfolg erruderten sich Markus und Michael Gier bei den Olympischen Spielen 1996 in Atlanta. Sie siegten bei der olympischen Premiere des Leichtgewichtsruderns mit drei Sekunden Vorsprung auf das Boot aus den Niederlanden und auf die Australier im Leichtgewichts-Doppelzweier. 1998 gewannen die beiden noch einmal Bronze bei den Weltmeisterschaften. Bei den Olympischen Spielen 2000 in Sydney erreichten die Brüder den fünften Platz.
Michael Gier startete für den Seeclub Rorschach. Er ist Mechaniker von Beruf.